# Patricia Crone
Patricia Crone (28 de marzo de 1945 – 11 de julio de 2015) fue una historiadora danesa especializada en la historia temprana del Islam. Crone fue miembro de la escuela revisionista de estudios islámicos y cuestionó la historicidad de las tradiciones islámicas sobre los comienzos del islam.

## Primeros años, familia y educación
Crone nació en Kyndeløse Sydmark (al sur de Kyndeløse), 23 km al noroeste de Roskilde, en el Condado de Roskilde, Dinamarca, el 28 de marzo de 1945.
Tras superar la forprøve (examen preliminar) en la Universidad de Copenhague, se trasladó a París para aprender francés y luego a Londres (Reino Unido) decidida a ingresar en una universidad para dominar el inglés. En 1974 obtuvo el grado de doctora (Ph. D.) en la Escuela de Estudios Orientales y Africanos de la Universidad de Londres con una tesis titulada «The Mawali in the Umayyad period». Fue posteriormente senior research fellow en el Instituto Warburg hasta 1977.[cita requerida] Fue aceptada como estudiante ocasional en el King's College de Londres y siguió un curso de historia europea medieval, especialmente sobre las relaciones Iglesia-Estado.

## Carrera
En 1977, Crone pasó a ser profesora universitaria de historia islámica y fellow del Jesus College, Oxford. Posteriormente fue profesora universitaria adjunta de estudios islámicos y fellow del Gonville y Caius College (Cambridge) en 1990, y ocupó varios cargos en Cambridge. Se desempeñó como profesora universitaria de estudios islámicos entre 1992 y 1994, y como Reader en historia islámica entre 1994 y 1997.
En 1997 fue nombrada en el Instituto de Estudios Avanzados de Princeton, donde recibió el título de Andrew W. Mellon Professor. En 2001 fue elegida miembro de la Sociedad Filosófica Estadounidense. Desde 2002 hasta su fallecimiento en 2015 integró el consejo editorial de la revista Social Evolution & History.

## Investigación
El tema principal de la vida académica de Patricia Crone fue el cuestionamiento fundamental de la historicidad de las fuentes islámicas relativas a los comienzos del islam. Sus dos obras más conocidas se concentran en este tema: Hagarism y Meccan Trade. Tres décadas después de Hagarism, Fred Donner calificó la obra de Crone como un «hito» en el campo de los estudios orientalistas sobre el islam.
Aunque comenzó como estudiosa de la historia militar y económica más amplia del Cercano y Medio Oriente, la etapa posterior de Crone se centró principalmente en «el Corán y las tradiciones culturales y religiosas de Irak, Irán y la parte anteriormente iraní de Asia Central».

### Hagarism(1977)
En su libro Hagarism (1977), Crone y su colega Michael Cook, ambos entonces en la SOAS de Londres, ofrecieron un nuevo análisis de la historia temprana del islam. Cuestionaron de forma fundamental la historicidad de las tradiciones islámicas sobre los comienzos del islam. Intentaron elaborar un relato de los orígenes del islam únicamente a partir de fuentes no árabes. Estudiando los únicos testimonios contemporáneos conservados sobre el surgimiento del islam —escritos en armenio, griego, arameo y siríaco por testigos presenciales— reconstruyeron una historia de los comienzos del islam que difiere de la transmitida por las tradiciones islámicas. Crone y Cook afirmaron poder explicar exactamente cómo surgió el islam por la fusión de varias civilizaciones del Cercano Oriente bajo liderazgo árabe.
Fred M. Donner consideró el libro una «llamada de atención»: pese al rechazo inicial, marcó un hito al señalar que los investigadores deben «considerar un cuerpo de material de fuentes mucho más variado del que la mayoría estaba acostumbrada a usar o preparada para usar». Por otro lado, criticó el uso indiscriminado de fuentes no musulmanas y los argumentos «laberínticos», incomprensibles incluso para muchos especialistas.
Oleg Grabar describió Hagarism como un «libro brillante, fascinante, original, arrogante y muy discutible» y escribe que «la fascinación de los autores por las fórmulas lapidarias los llevó a afirmaciones baratas o a afirmaciones que requieren unas gimnasias intelectuales inusuales para comprenderse y que resultan inútiles, cuando no simpáticas», y que «toda la construcción propuesta por los autores carece por completo de fundamentos verdaderamente históricos», si bien elogió el intento de «relacionar el fenómeno musulmán con amplias teorías de aculturación y cambio histórico».
Robert Bertram Serjeant escribió que Hagarism es «no solo amargamente antiislámico en tono, sino antiárabe. Sus fantasías superficiales son tan ridículas que al principio uno se pregunta si no se trata de una broma».
Más tarde, Crone se retractó de algunas propuestas de esta reconstrucción de los inicios del islam. Siguió manteniendo, no obstante, los resultados básicos de su trabajo:
La historicidad de las fuentes islámicas sobre los comienzos del islam debe cuestionarse de forma fundamental.
El islam tiene profundas raíces en el judaísmo, y árabes y judíos fueron aliados.
No La Meca sino otro lugar del noroeste de Arabia fue la cuna del islam.

### Meccan Trade and the Rise of Islam(1987)
En Meccan Trade and the Rise of Islam (1987), Crone sostuvo que la importancia del comercio preislámico de La Meca había sido enormemente exagerada. Además, concluyó que La Meca nunca formó parte de ninguna de las grandes rutas comerciales antiguas. Sugirió también que, aunque Mahoma no viajó mucho más allá del Hiyaz, evidencias internas del Corán —como la descripción de sus oponentes como «cultivadores de olivos»— podrían indicar que los acontecimientos en torno a Mahoma tuvieron lugar más cerca del Mediterráneo que en La Meca.
El libro fue bien recibido por otros estudiosos revisionistas como Frederick S. Paxton y Fred Donner, pero recibió polémicas acerbas de estudiosos conservadores y musulmanes.

## Fallecimiento
En noviembre de 2011, a Crone se le diagnosticó cáncer de pulmón que ya se había extendido al cerebro; falleció el 11 de julio de 2015, a los 70 años.

### Coautora
- con Michael Cook, Hagarism, Cambridge: Cambridge University Press, primera edición de 1977; ISBN 0-521-21133-6 versión en línea en archive.org
- con Martin Hinds, God's Caliph: Religious Authority in the First Centuries of Islam (primera edición 1986); ISBN 0-521-54111-5
- con Shmuel Moreh, The Book of Strangers: Medieval Arabic Graffiti on the Theme of Nostalgia (1999), Princeton Series on the Middle-East; ISBN 978-1558762152
- con Fritz Zimmermann, The Epistle of Sālim ibn Dhakwān (2001), Oxford/Nueva York: Oxford University Press; ISBN 0-19-815265-5.[25]

### Autora única
- Slaves on Horses: The Evolution of the Islamic Polity (1980); ISBN 0-521-52940-9
- Meccan Trade and the Rise of Islam (1987); ISBN 1-59333-102-9
- Roman, Provincial and Islamic Law: The Origins of the Islamic Patronate (1987; rústica: 2002); ISBN 0-521-52949-2
- Pre-Industrial Societies: Anatomy of the Pre-Modern World (2003); ISBN 1-85168-311-9
- God's Rule: Government and Islam – Six Centuries of Medieval Islamic Political Thought (2004), Columbia University Press; ISBN 0-231-13290-5/ISBN 0-231-13291-3.
- Medieval Islamic Political Thought (2005), Edinburgh University Press; ISBN 0-7486-2194-6
- From Arabian Tribes to Islamic Empire: Army, State and Society in the Near East c. 600–850 (2008); ISBN 978-0-7546-5925-9
- The Nativist Prophets of Early Islamic Iran: Rural Revolt and Local Zoroastrianism (2012), Cambridge University Press; ISBN 978-1107018792
- «Jewish Christianity and the Qurʾān (Part One)». Journal of Near Eastern Studies 74.2 (2015): 225-253.
- «Jewish Christianity and The Qurʾān (Part Two)». Journal of Near Eastern Studies 75.1 (2016): 1-21.

### Artículos académicos
- Patricia Crone, «How Did the Quranic Pagans Make a Living?», Bulletin of the School of Oriental and African Studies, University of London, vol. 68, n.º 3 (2005), pp. 387–399.
- Patricia Crone, «Quraysh and the Roman army: Making sense of the Meccan leather trade», Bulletin of the School of Oriental and African Studies, University of London, vol. 70 (2007), pp. 63–88.
- Patricia Crone, «Barefoot and Naked: What Did the Bedouin of the Arab Conquests Look Like?», en Muqarnas vol. 25, Brill (2008), pp. 1–10.

### Artículos de divulgación
- Patricia Crone, «‘Jihad’: idea and history», OpenDemocracy, 30 de abril de 2007.
- Patricia Crone, «What do we actually know about Mohammed?», OpenDemocracy, 10 de junio de 2008.